# Jeje Fante-Axante
Jeje Fante-Axante (Fanti-Ashanti) o culto dos voduns no Maranhão, na Casa Fante-Axante, em São Luís, também chamada de nação Jeje-Nagô. Provenientes da região Costa da Mina entreposto onde eram embarcados os escravos falantes de diversas línguas da região de Mono (um dos Departamentos do Benim), dos minas, fantes, axantes e muitas outras, que foram levados para o estado do Maranhão.